# Miha
Miha je moško osebno ime.

## Izvor imena
Ime Miha je različica moškega osebnega imena Mihael.

## Pogostost imena
Po podatkih Statističnega urada Republike Slovenije je bilo na dan 31. decembra 2007 v Sloveniji število moških oseb z imenom Miha: 8.348. Med vsemi moškimi imeni pa je ime Miha po pogostosti uporabe uvrščeno na 29. mesto.

## Osebni praznik
V koledarju je ime Miha zapisano skupaj z imenom Mihael; god praznuje 10. aprila (Mihael, redovnik, † 10. apr. 1625) in 29. septembra (nadangel Mihael).